# 오스카르 카사스
오스카르 카사스 시에라(Óscar Casas Sierra, 1998년 9월 21일 ~ )는 스페인 배우이자 모델이다.

## 경력
- 여름 할머니 (2005)
- 꿈을 꾸는 것이 두렵지 않다 (2006)
- 53일의 겨울 (2006)
- 더 세라노스 (2006-2007)
- 고아원 (2007)
- 창세기, 살인자의 마음 속에 (2007)
- 카운트다운(영어판) (2007)
- 앙헬레스 S.A. (2007)
- 플란타 25 (2007-2008)
- 프로젝트 2 (2008)
- 잘못 놓아 (2008)
- 도적의 전설 세라롱가 (2008)
- 두뇌 유출 (2009)
- 레드 이글 (2009-2016)
- 이반의 꿈 (2011)
- 보트(영어판) (2012)
- 카르미나 (2012)
- 프로젝트 시간: 게임 (2017)
- 길의 끝 (2017)
- 너라면 (2017)
- 우리가 떨어질 때까지 (2018)
- 로드리게스와 내세 (2019)
- 본능 (2019)
- 항상 마녀 (2020)
- 한나 (2020)
- 해방자 (2020)
- 그라나다 나이트 (2021)
- 재규어 (2021)
- 익스트림 (2021)
- 유언장 (2022)